# Gáv Í Évdád
Gáv Í Évdád je prvotním představitelem skotu v zarathuštrismu, jež byl Óhrmazdem stvořen před  Gajómartem – hermafroditním prvním člověkem, jež dal po své smrti z rukou Ahrimana vzniknout párům mnoha druhů zvířat. Objevuje se pouze v středoperských zdrojích – Bundahišnu a Zátsprámově sborníku, jeho avestánským předobrazem jsou pravděpodobně gavaévódátá „jedinečně stvořený skot“ či „jedinorozený skot“, manha gaocithra „měsíc obsahující semeno skotu“ a gavpouru saredá „skot mnoha druhů“. Problematické je určení pohlaví tohoto mytického příslušníka skotu: avestánské gav je femininem a znamená „kráva“, ale může také označovat skot obecně a bylo tak často užíváno., zatímco na rod středoperského gáv lze usuzovat pouze z kontextu – střední perština totiž nemá gramatický rod. Gáv Í Évdád se zdá být oboupohlavním – má semeno i mléko, ale také je mu přisuzován ženská obdoba Góšorun.
Podle Bundahišnu byl Óhrmazd nejprve stvořil šest Amahraspandů, přičemž sedmým byl on sám, a poté počal postupně tvořit hmotný svět: oblohu, vodu, zemi, rostliny, skot – tedy Gáv Í Évdáda, a nakonec člověka – Gajómarta, sedmým v řadě byl opět Óhrmazd. K stvoření došlo v mytické zemi Érán-véz ve středu světa, na pravém břehu řeky Dáití, zatímco Gajómart byl stvořen na břehu levém, a kromě toho Óhrmazd ze světla a svěžesti oblohy stvořil semeno býka a člověka a vložil je do nich aby zajistil hojnost skotu a potomstva. Když byl Gáv Í Évdád zabit Ahrimanem podal mu Óhrmazd bang aby utišil jeho bolest, a když býk mrtvý padl na zem kráva Góšorun vyjala z jeho těla duši. Býkovo semeno bylo následně uloženo na „měsíční stanici“ a očištěno, načež dalo vzniknout párům mnoha druhů zvířat. Z morku Gáv Í Évdádových kostí ještě vzniklo dvanáct druhů léčivých rostlin.